# Rio Tejo
Le rio Tejo est un cours d'eau brésilien qui baigne l'État d'Acre, et un affluent du rio Juruá, donc un sous-affluent de l'Amazone. 

## Géographie
Il prend sa source dans la municipalité de Marechal Taumaturgo. C'est un affluent de rive droite du rio Juruá, dans lequel il se jette au lieu-dit Boca do Tejo.